# Provincetown
Provincetown es un pueblo ubicado en la punta del cabo Cod, en el condado de Barnstable, Massachusetts, Estados Unidos. En el Censo de 2010 tenía una población de 2942 habs. y una densidad poblacional de 65 hab/km².

## Geografía
Provincetown se encuentra ubicado en las coordenadas 42°3′25″N 70°11′26″O / 42.05694, -70.19056. Según la Oficina del Censo de los Estados Unidos, Provincetown tiene una superficie total de 45.28 km², de la cual 25.05 km² corresponden a tierra firme y (44.68%) 20.23 km² es agua.

## Historia
Mucho antes de la llegada de los europeos, el área ya estaba habitada por la tribu Nauset, que hablaban la lengua massachusett, relacionado con el algonquino, al igual que sus vecinos los Wampanoag.
El 15 de mayo de 1602, habiendo atracado en el oeste y creyendo estar en una isla, Bartholomew Gosnold llamó a este lugar Cape Cod (Cabo Bacalao) después de conseguir una gran pesca de bacalao. En 1620 los Padres peregrinos llegaron a este lugar a bordo del Mayflower; realmente querían llegar a la colonia de Virginia pero las fuertes tormentas se lo impidieron. Ellos fundaron la ciudad de Plymouth —en honor a la ciudad homónima inglesa de la que habían partido— que fue capital de la Colonia de Plymouth. En 1652 el gobernador de esta colonia compró a los Nauset el territorio, por un precio de compra de dos bolsas de hierba, seis abrigos, doce azadas, doce hachas y doce cuchillos; seguramente los indígenas no entendían lo que era una compra de un terreno. 
En 1692, una Carta Real hacía unir la colonia de Plymouth a la de la bahía de Massachusetts formando la Provincia de la bahía de Massachusetts.

## Demografía
Según el censo de 2010, había 2942 personas residiendo en Provincetown. La densidad de población era de 65 hab./km². De los 2942 habs., Provincetown estaba compuesto por el 91.47% blancos, el 4.01% eran afroamericanos, el 0.61% eran amerindios, el 0.61% eran asiáticos, el 0.03% eran isleños del Pacífico, el 1.56% eran de otras razas y el 1.7% pertenecían a dos o más razas. Del total de la población el 4.83% eran hispanos o latinos de cualquier raza.